# Microsoft 圧縮 (LZH 形式) フォルダ
Microsoft 圧縮 (LZH 形式) フォルダ（マイクロソフト あっしゅく (LZH けいしき) フォルダ）は、マイクロソフトが日本語版のWindows XPおよびWindows Server 2003用に提供しているLZH（LHA）圧縮ファイルの展開・解凍用プラグインである。

## 概説
従来のWindowsには、マイクロソフト製の圧縮形式であるCABを除き、標準では各種圧縮ファイルを展開・解凍できる機能は備わっておらず、データ展開（解凍）用ソフトを別途用意してインストールしなければならなかった。
LZH（LHA）形式は、インターネットが普及する前の時代から、日本国内ではデータ圧縮形式の標準的な形式として広く使われ、Windows XP登場後も利用されるシーンは多かった。Windows MeおよびWindows XPにて、ようやく標準でZIP形式の圧縮ファイルを展開できる機能が組み込まれたが、LZHについては依然として未対応であった。したがって、ZIPに対応したこれらのWindowsを利用している場合でも、従来のWindowsと同様に別途LZH展開用ソフトをインストールしなければLZHファイルを展開することができず、Windows XPに搭載されていた未対応のファイル形式をダブルクリックした際に使える「Webサービスを使用して適切なプログラムを探す」の機能では、常にLZH関連のものがトップであった。
こうしたことから、マイクロソフトは正式にLZH展開用の機能を追加する拡張パックであるMicrosoft 圧縮 (LZH 形式) フォルダをリリースした。

## 機能
「Microsoft 圧縮 (LZH 形式) フォルダ」をインストールすると、LZH形式ファイルのアイコンが緑色のフォルダ型アイコンに変わり、Windows XPに標準搭載されているZIPファイルの展開機能と同様に使うことができるようになる。ダブルクリックすることでLZHファイルの中身を見たり特定のファイルを取り出したりすることができるようになる。また、LZHファイルを右クリックしてメニューから「すべて展開」を選ぶことで、LZHファイルの中身を一気に取り出すこともできる。
Windows XPに標準搭載されているZIPの機能と異なる点としては、圧縮する機能は含まれていないことが挙げられる。「Microsoft 圧縮 (LZH 形式) フォルダ」は、LZHファイルの展開のみを可能にするものである。そのため、LZH形式に圧縮したい場合は、圧縮する機能を持つソフトウェアを別途用意しなければならない。

## 導入の制限など
「Microsoft 圧縮 (LZH 形式) フォルダ」は、正規のWindowsの特典として配布されている。そのため、Windows Genuine Advantageにより正規のWindowsであることが確認できないとダウンロードすることができない。なお、ダウンロードは無料で行える。
Windows Vistaは正式には対応していないが、インストールは可能で有り動作する。ただしWindows XPにインストールした場合とは異なる動作をしたり制限が発生する。Windows 7、Windows 8及びWindows 10（Anniversary Update以前）には標準でLZHの展開機能が搭載されているので、この拡張パックを導入する必要は無い。
「Microsoft 圧縮 (LZH 形式) フォルダ」は、日本語版Windows専用の拡張パックであるため他言語版のWindowsにはインストールすることはできず、また32ビット版専用であり64ビット版へのインストールはブロックされる。